# Elecciones a la Asamblea Constituyente de Ecuador de 1869
Las elecciones para diputados constituyentes de 1869 determinaron quienes conformarían la Asamblea Constituyente de Ecuador de 1869, la cual tenía como objetivo la redacción de un nuevo texto constitucional para el país en reemplazo de la Constitución de Ecuador de 1861.
La conformación de una asamblea constituyente fue convocada Gabriel García Moreno para perpetuarse en el poder e instaurar un nuevo orden constitucional de corte conservador, conformándose la denominada Carta Negra.
Acorde a la normativa de la época, los legisladores eran electos por nominación libre de los electores, sin auspicio partidista o limitaciones por provincia, por lo que en ocasiones un legislador era electo por varias provincias.

## Nómina de Representantes Provinciales
28 diputados provinciales
| Provincia  | Diputados                            | Diputados                         |
| ---------- | ------------------------------------ | --------------------------------- |
| Cuenca     | Vicente Cuesta                       | Vicente Cuesta                    |
| Cuenca     | Vicente Lucio Salazar y Cabal        |                                   |
| Cuenca     | Rafael Borja Villagómez              |                                   |
| León       | Felipe Sarrade Benites               | Felipe Sarrade Benites            |
| León       | Pablo Herrera González               |                                   |
| León       | Ignacio Antonio del Alcázar Argudo   |                                   |
| Chimborazo |                                      | José Ignacio Ordóñez Lasso        |
| Chimborazo | Carlos Zambrano Mancheno             |                                   |
| Chimborazo | Pedro Ignacio Lizarzaburu y Borja    |                                   |
| Guayaquil  | José Domingo Santistevan y Carbo     | José Domingo Santistevan y Carbo  |
| Guayaquil  | Jacinto Ignacio Caamaño Arteta       |                                   |
| Imbabura   |                                      | Rafael Carvajal Guzmán            |
| Imbabura   | Manuel Tobar Lasso de la Vega        |                                   |
| Imbabura   | Francisco A. Arboleda de las Cajigas |                                   |
| Loja       | Manuel Eguiguren Riofrío             | Manuel Eguiguren Riofrío          |
| Loja       | Juan Torres                          |                                   |
| Loja       | Pedro José Bustamante Alvizuri       |                                   |
| Los Ríos   | Tomás Hermenegildo Noboa Navas       | Tomás Hermenegildo Noboa Navas    |
| Los Ríos   | Jacinto Ramón Muñoz                  |                                   |
| Los Ríos   | Miguel Uquillas                      |                                   |
| Manabí     |                                      | Francisco Javier Salazar Arboleda |
| Manabí     | José María Aragundi Molina           |                                   |
| Manabí     | Francisco J. Menéndez                |                                   |
| Pichincha  | Elías Lasso Acosta                   | Elías Lasso Acosta                |
| Pichincha  | Julio Sáenz Salvador                 |                                   |
| Pichincha  | Roberto de Ascázubi y Matheu         |                                   |
| Tungurahua | Nicolás Martínez Vásconez            | Nicolás Martínez Vásconez         |
| Tungurahua | Pablo Bustamante Iturralde           |                                   |

Fuente: